# آماندا سیمپسون
آماندا سیمپسون (به انگلیسی: Amanda Simpson) (زاده ۲۶ مارس ۱۹۶۱) او نایب رئیس تحقیقات شرکت ایرباس است. همچنین او معاون وزیر دفاع در امور انرژی عملیاتی در دولت باراک اوباما بود.او عضو حزب دموکرات است.
او یک زن ترنس است.